# Coslada
Coslada este un oraș în Spania a carei populatie este aproximativ de 90.000 locuitori dintre care se estimeaza ca peste 18% sunt Români, dupa datele din "Padron Municipal".